# Plegapteryx primoti
Plegapteryx primoti är en fjärilsart som beskrevs av Pierre E.L. Viette 1954. Plegapteryx primoti ingår i släktet Plegapteryx och familjen mätare. Inga underarter finns listade i Catalogue of Life.